# دوري هونغ كونغ لكرة القدم 1983–84
دوري هونغ كونغ لكرة القدم 1983–84 هو الموسم 39 من دوري هونغ كونغ لكرة القدم ‏. كان عدد الأندية المشاركة فيه 9، وفاز فيه نادي سيكو ‏.